# Кинематоскоп
Кинетоскоп је стари изложбени уређај. Дизајниран је за приказивање филмова које гледа појединац у једном тренутку кроз мали прозор (рупицу) на врху уређаја. 

## Етимологија
Назив кинематоскоп је створен на основу грчког израза "kinema-matos" и (енгл. kinematics), што значи наука о кретању тела не узимајући у обзир њихову материјалност (чисто кретање).

## Историјска позадина
Пре него што је, уопште, Едисон изумео кинетоскоп 1888. године, један корак напред ка филму је већ био учињен. Начинио га је др Колеман Селерс II из Филаделфије, Пенсилванија, који је 1861. године измислио и патентирао кинематоскоп (мотоскоп), машину на ручни погон с палицом за окретање, како би слике постале живе. Овај се уређај сматра суштинским открићем у историји бисокопа. То је била прва машина која је омогућавала илузију о правим људима који се крећу. За разлику од зоетропа, који је патентиран 1833. године, фенакистоскопа, фантаскопа и осталих изума које су разни иноватори стварали за приказивање покретних објеката, кинематоскоп је био први који је приказивао праве људе, а не само анимиране објекте.

## Принцип рада
Овај патент је означен као “побољшање у приказивању стереоскопских слика”, где је Колеман примеио стереоскопију на већ постојећи принцип играчке фенакистоскопа користећи ротирајући диск.
Селерс је поставио своју децу да позирају за фотографисање у својој фабрици у Филаделфији како би направио низ фотографија с њима. Те фотографије је стереоскопски произвео помоћу камере са двоструким сочивом.
Низ стереографских слика хронолошки сложених по сукцесивним фазама деловања су монтиране на диск са палицом за ротирање и посматрају се кроз прорезе. Ови прорези пролазе испод стереоскопског окулара. Слике су биле видљиве унутар кутије у којој се налазе и нису биле пројектоване на платно.
Колман Селерс II је рекао о свом изуму:
„Мој изум се састоји од увећаног приказа огромног броја слика како појединачних мотива, тако и групних мотива, а које су усликане симултано и сукцесивно у веома кратком интервалу, које се веома брзо измењују, не делујући конфузно за око посматрача. Гледалац ће веровати да гледа само једну слику, која се постепено мења због сукцесивних измена облика и позиције објекта на њој, а које се у ствари дешава из једне слике у другу. Чак и под претпоставком да постоји мањи временски интервал у којем се објекат не приказује, константа светлосног учинка на око ће попунити ту празнину у приказу. Помоћу овог мог апарата сада сам посебно у могућности да репродукујем кретање поворке, војне маневре, па чак и гримасе на људским лицима”.

## Наслеђе
Кинематоскоп Колмана Селерса II се из данашњег угла може посматрати као груби прототип модерних уређаја за репродукцију покретних објеката, као што су биограф, кинетоскоп и сви остали који су касније патентирани.